# Send Away the Tigers
Send Away the Tigers är den walesiska rockgruppen Manic Street Preachers åttonde studioalbum, utgivet i maj 2007.
Sångerskan Nina Persson, känd från The Cardigans, medverkar på låten "Your Love Alone Is Not Enough", vilken släpptes som förstasingel från albumet.

## Låtlista
1. "Send Away the Tigers" - 3:36
2. "Underdogs" - 2:50
3. "Your Love Alone Is Not Enough" - 3:56
4. "Indian Summer" - 3:55
5. "The Second Great Depression" - 4:09
6. "Rendition" - 3:00
7. "Autumnsong" - 3:40
8. "I'm Just a Patsy" - 3:12
9. "Imperial Bodybags" - 3:31
10. "Winterlovers" - 6:41
  - Inklusive bonusspåret "Working Class Hero".